# 한국의 LGBTQ 건강
 이러한 적대적인 환경에의 노출은 LGBTQI 공동체 내에서 건강 불균형을 야기할 수 있으며, 이는 우울증, 자살, 자살 충동, 건강 위험 행동의 증가로 이어진다.
지난 20여 년 동안 한국 사회에서 LGBTQI 공동체에 대한 대중의 인식과 수용은 개선되어 왔으나, 기독교 운동 단체들의 반대가 증가하면서 그 변화는 더디게 진행되고 있다. 한국에서 LGBTQI 의료 접근성의 장애는 차별, LGBTQI 개인을 돌볼 수 있도록 훈련된 의료 인력과 의료 시설의 부족, 정부 차원의 법적 보호와 규제의 부재, 그리고 LGBTQI 개인의 건강 요구를 충족시킬 수 있는 의료 보장 제도의 미비 등으로 특징지어진다. 한국 내 LGBTQI 단체들의 존재는 건강권 및 인권 보호에 대한 접근이 부족한 현실에 대한 대응이라고 할 수 있다. 또한 한국의 LGBTQI 건강 접근성과 취약성에 초점을 맞춘 연구는 대중과 정부의 반발이 지속되는 상황에서 양적·질적 측면 모두에서 제한적이라는 점도 중요하게 지적되어야 한다.

## 의료 서비스에 대한 접근성
국제연합(UN)과 세계보건기구(WHO)와 같은 국제기구들은 성적 지향이나 성 정체성에 따른 차별 없이 의료 서비스에 대한 공평한 접근을 보장하고, LGBTQI 개인의 존엄성과 인권을 보호할 것을 촉구하고 있다. 국가가 돌봄과 자원을 제공하는 데 실패하는 경우, 한국의 LGBTQI 단체들은 변화를 촉구하고 필요한 돌봄을 제공하는 역할을 수행하고 있다.

### 전환 관련 의료
전환 관련 의료 접근성은 트랜스젠더 개인의 삶의 질을 결정짓는 중요한 요소이며, 이러한 접근은 성별 불쾌감을 완화하고 신체적·정신적 건강을 향상시키는 데 기여할 수 있다. 한국에서 실시된 전국 단면조사에 따르면, 트랜스젠더 성인은 전환 관련 의료에 있어 여러 장벽에 직면하고 있다. 이러한 장벽에는 시술 비용, 의료 필요에 대한 접근 부족, 의료 종사자들의 차별 등이 포함된다.
전환 관련 의료 접근성의 가장 큰 장벽은 호르몬 치료와 성전환 수술과 같은 시술 비용이며, 이는 국민건강보험의 적용 대상이 아니기 때문이다. 예를 들어, 조사에 참여한 이들은 성정체성장애(Gender Identity Disorder) 진단에 25만~49만 원, 여성 전환자의 경우 약 1,514만 8천 원, 남성 전환자의 경우 약 2,057만 1천 원의 생식기 재건 수술 비용을 지불했다고 보고하였다. 트랜스젠더 한국인들은 의료 전환과 관련된 사회적 낙인으로 인해 안정적인 직업을 찾고 유지하는 데 어려움을 겪으면서 경제적 부담도 함께 안고 있다. 이와 유사하게, 일부는 가족이나 친구로부터 의료 전환에 대한 반대에 직면하기도 한다.
한국의 의과대학 교육과정에는 의료 전환 관련 내용이 포함되어 있지 않기 때문에, 전환 관련 의료 교육을 받은 의료 전문가는 매우 드물다. 2022년 초 기준으로, LGBTQ+ 지원 서비스를 공개적으로 제공하며 관련 의료진이 있는 유일한 종합병원은 강동성심병원이다. 의료 자원에 대한 제한된 접근성은 트랜스젠더 개인의 법적 성별 변경 절차를 더욱 복잡하게 만든다. 한국의 이분법적 성별 체계에 따라, 트랜스젠더 또는 젠더 비순응(individuals who are gender non-conforming) 개인은 법적 성별을 변경하기 위해 자신이 지향하는 성별의 외모 규범에 부합해야 한다. 경우에 따라서는 법적 성별 변경을 위해 강제 불임(단종 수술)이 요구되기도 한다. 성정체성장애(GID) 진단, 호르몬 치료, 성전환 수술을 통해 이분법적 성별 체계에 부합하지 않는다면 시민으로서의 권리를 상실할 수 있다. 법적 성별 변경이 이루어지지 않은 경우, 트랜스 여성은 병역 면제를 받을 수 없으며, 트랜스 남성은 병역에 참여할 수 없다.
의료 종사자의 편견과 차별은 트랜스젠더들이 전환 관련 의료를 받지 않는 주요한 요인 중 하나이다. 연구에 참여한 트랜스젠더 또는 젠더 비순응 참가자들은 의료 서비스를 거부당한 경험이 있다고 보고하였다. 또한 법적 보호의 부재는 LGBTQI 개인이 의료 과실이 발생했을 때 이를 문제 제기할 수 있는 능력에도 영향을 미친다. 특히 여성에서 남성으로의 생식기 재건 수술의 경우, 법적 보호가 없기 때문에 전적으로 불만족스러운 결과만을 받아들일 수밖에 없는 상황이다.
이러한 장애 요소들은 트랜스젠더 개인의 의료 접근성을 위협한다. 한국의 의료 종사자들에게 전환 관련 의료 서비스 교육을 제공하는 프로그램을 시행하고, 전환 관련 시술에 대해 국민건강보험의 적용 범위를 확대하는 것은 트랜스젠더의 의료 접근성을 직접적으로 향상시킬 수 있다. 트랜스젠더가 겪는 경험과 건강 관련 장벽에 대한 연구를 확대하는 것 또한 의료 접근성 향상에 기여할 수 있다.
정신 건강에 대한 사회적 낙인이 강한 한국 사회에서, LGBTQI 개인들은 심리학자 및 의료 전문가로부터의 차별을 금지하는 차별금지법의 부재로 인해 더욱 어려운 상황에 처해 있다. 한국의 LGBTQI 개인들은 동성애를 '치료'하기 위한 방법으로 전환 치료(conversion therapy)를 권유받거나 강제로 받게 될 위험에 노출되어 있다. 정부는 성소수자 청소년을 위한 ‘청소년 전화 1388’과 같은 상담 핫라인을 개설하였으나, 해당 핫라인의 상담 전문가들이 이성애 규범적인 담론을 사용하거나 전환 치료를 장려함으로써 성소수자로 살아가는 선택을 지지하지 않았다는 점에서 실패로 평가된다. 이러한 정부 주도 정신건강 자원이 부족한 상황 속에서, 아래에 언급된 단체들은 LGBTQI 정신 건강과 웰빙을 위한 센터와 프로그램을 설립해왔다. 이들 단체는 경제적 자원의 한계에도 불구하고, 우울증과 자살 등 정신 건강 문제를 겪는 한국의 LGBTQI 개인들에게 포용적이고 안전한 환경을 제공하고 있다.

### 친구사이(Chingusai)
한국게이인권운동단체 친구사이(Chingusai, "Between Friends")는 LGBTQI 인권 보장과 차별로부터의 보호를 위해 활동하는 단체이다. 친구사이는 가족과 교사 내에서의 수용을 촉진하기 위한 상담 프로그램도 제공하고 있다. 친구사이는 또한 LGBTQI 청소년 사이에서 높은 자살률과 자살 충동에 대응하기 위해 자살 예방 상담전화인 **"마음연결"**을 설립하였다. 이 포럼은 전 연령층에게 열려 있으며, 개인은 익명으로 상담을 요청할 수 있다.[11] 마음연결은 전문 상담사의 48시간 이내 응답을 보장한다. 마음연결의 야간 상담 자원봉사자인 박재완 박사는, 연락을 취한 이들이 “보통 소외감, 고립감, 그리고 누군가에게 짐이 되는 것 같은 느낌”에 대해 이야기한다고 밝히고 있다.

### 띵동(Dding Dong)
띵동은 LGBTQ 청소년 위기지원센터로, LGBTQI 청소년들이 위기 상황에 직면했을 때 이를 극복할 수 있도록 지원하고, 성적 지향과 성 정체성에 기반한 신체적·정신적 건강과 자존감이 보장된 독립적인 삶을 살아갈 수 있도록 안내하는 것을 목표로 한다. 띵동은 긴급 생계비, 생필품 지원(속옷, 양말, 콘돔, 생리대, 위생용품, 세면도구 등), 보호소 연계, 거주 공간 제공 등의 서비스를 제공한다. 이 센터는 심리적 트라우마, 가족 관련 트라우마, 자살 위기를 겪고 있는 LGBTQI 개인들을 위한 지원 체계도 갖추고 있다.

### 한국레즈비언상담소
한국레즈비언상담소는 한국 레즈비언 커뮤니티의 필요에 부응하는 기관이다. 이 센터는 여성에 대한 전통적 고정관념이나 여성다움과 남성다움이라는 이분법적 틀을 거부한다. 한국레즈비언상담소는 전화 및 온라인 상담 서비스를 제공하며, 자존감 함양에 중점을 두고 폭력과 차별의 피해자들에게 치유의 공간을 제공한다.

### HIV/AIDS 의료 서비스
한국은 1980년대 후반 HIV/AIDS 환자가 급증하자, 에이즈예방법(Aids Prevention Act)을 시행하여 '고위험군'으로 의심되는 동성애자 남성 및 성 노동자들을 조사하고 검진하는 강경한 대응을 취하였다. 정부는 HIV/AIDS 예산의 60% 이상을 검진에 투입하였다. 1996년에는 5만8천 명당 1명만이 HIV/AIDS 양성 반응을 보이며 대량 검진의 실패를 드러냈다. 이러한 실패는 감염 경로의 변화 때문인데, 이전에는 주로 외국인과의 접촉을 통해 감염되었으나 1990년대 이후에는 국내 성 접촉을 통한 감염이 대부분이었다. 1990년대 이후 동성애자 커뮤니티 내 HIV/AIDS 감염이 증가하였다. 감염 경로가 변화했음에도 불구하고, 한국 정부는 대량 검진과 양성 판정을 받은 사람에 대한 강도 높은 감독을 중심으로 한 HIV 정책을 지속하였다. 질병관리본부(KCDCP)의 보고에 따르면 1985년부터 2011년까지 HIV 감염의 80.9%가 성 접촉을 통해 전파되었으며, 이 중 32%는 ‘동성 간 접촉’을 통해 전파되었다고 한다. 그럼에도 불구하고, 한국 정부는 성적 지향을 고려한 정책이나 ‘성 건강 증진, 권한 강화 및 자립, 그리고 지역사회 중심의 HIV/AIDS’ 정책 도입에 대해서는 여전히 소극적이었다.
HIV/AIDS 감염인은 의료 서비스를 받을 때 편견, 차별, 인권 침해를 경험한다. 그중 하나는 에이즈예방법에 따라 ‘고위험군’으로 의심되는 사람들에 대한 지속적인 HIV 검사이다. 「2016-2017년 한국 내 HIV 감염인 낙인 지수(The People Living with HIV Stigma Index In South Korea)」 결과에 따르면, 참여자의 61.5%가 자신도 모르는 사이에 검사를 받았으며, 대부분은 관련 없는 의료 절차 중에 검사받았다. 이 낙인 지수 연구는 HIV 양성 판정을 갑작스럽게 알게 되는 것이 트라우마적인 경험임을 밝혀냈다. ‘검사 전후 상담’을 받은 사람은 11.5%에 불과했고, 42.3%는 상담을 받지 못했다. 인권 활동가들은 에이즈예방법 폐지와 이를 대체할 ‘HIV/AIDS 감염인 인권법’ 제정을 촉구했다. 이 법은 “적절한 동의 없는 HIV 검사를 금지하고, 차별 행위자 및 HIV/AIDS 감염인의 신원을 공개하는 자를 처벌하며, 기업, 학교, 의료 종사자에게 인권 교육을 의무화”하는 내용을 담고 있다. 그러나 정부는 HIV/AIDS 감염인에 대한 사회적 두려움이 존재한다는 이유로 아무런 변화를 시행하지 않았다.
HIV/AIDS 감염인들은 의료 전문가와 일반 병원 및 지방자치단체 병원에서 차별을 겪으며, 이들 병원은 HIV/AIDS 감염인의 치료를 거부하기도 한다. 의료 전문가와 병원은 HIV/AIDS 환자를 거부하는 경우가 많으나, 이러한 차별 행위에 대한 제재는 거의 없다. 치료를 받는 병원들도 감염인을 일반 환자와 분리된 병동에 격리시키고, 별도의 샤워실과 화장실을 사용하도록 한다. 이러한 조치는 병원과 의료 전문가가 HIV/AIDS가 접촉을 통해 전염되는 감염병이라는 잘못된 정보를 계속 확산시키는 결과를 낳는다. 활동가들은 한국 질병관리본부(KCDCP)를 질병 관리에 대한 무관심으로 비난한다. 한국은 AIDS 환자의 치료 현황이나 사망 직전 환자 통계를 보유하지 않고, 단지 AIDS 감염자 수만 집계하고 있다. 정부는 대부분의 HIV/AIDS 환자에게 무료 치료를 제공했지만, 많은 환자가 너무 늦게 치료를 받았다.
HIV/AIDS 환자들은 강간, 진료 요청 거부, 부주의로 인한 사망 등 인권 침해 위험에도 직면해 있다. 조사 결과, 지정된 HIV/AIDS 호스피스인 수동 연세 요양병원이 2011년 이후 수년간 환자들에게 위협을 가하며 인권 침해 사실을 은폐해 온 것으로 드러났다. 수동 연세 요양병원에 있던 일부 HIV/AIDS 환자들만 다른 의료 기관으로 이송되었고, 나머지는 쫓겨났다. 활동가들은 병원과 의료 기관들이 방문을 허용하지 않거나, AIDS 환자가 얼마나 더 머무를 수 있는지, 어떤 치료를 받을 수 있는지에 관한 질문에 답하지 않아 정부 기관과 치료 시설의 투명성 부족을 지적했다.
이반 스톱 HIV/AIDS 프로젝트(iSHAP)와 같은 조직은 보건복지부의 지원을 받아 예방 교육과 상담을 제공하며, 무료 HIV 검사를 실시하고 성소수자 직원들이 운영한다. 그러나 콘돔 배포를 중심으로 한 연구에서는 이 프로그램의 콘돔 배포가 게이 커뮤니티 내 안전한 성관계 촉진보다는 “국가에 의한 비정상성 재확인”으로 인식되어 정부 프로그램에 대한 불신이 존재한다는 결과가 나왔다. 반면, 띵동, 친구사이, 기타 LGBTQI 센터와 같은 조직들은 HIV/AIDS 예방 관리를 중심으로 한 자원을 LGBTQI 개인들에게 제공한다. 예를 들어 띵동은 의료 상담, HIV 검사, HIV 예방 강좌, 인권 교육, 무료 콘돔과 젤을 제공하며, HIV/AIDS 감염 LGBTQI 개인에 대한 구체적인 상담과 지원도 함께 제공한다.

## 건강 격차
차별, 사회적 낙인, 폭력은 LGBTQI 공동체 내에서 정신 건강 문제를 유발하는 스트레스 요인으로, 우울증, 자살, 자살 생각, 건강 위험 행동으로 이어진다. 2014년에 실시된 국가인권위원회의 설문조사에서, 차별과 괴롭힘을 경험한 LGBTQI 응답자 중 "58.1%가 우울증을 경험했으며, 46.2%가 학습 의욕 감소를 겪었고, 19.4%는 자살을 시도했으며, 16.1%는 자해를 시도한 것으로 나타났다."

### 우울증
우울증은 대한민국 성소수자와 이성애자 사이의 중요한 건강 격차이다. 우울증의 유병률은 지속적인 배제와 차별 경험에서 오는 심리적 스트레스에 기인할 수 있다. 여성 동성애자와 남성 동성애자 성소수자가 우울증 인지율이 가장 높으며, 그 다음으로 양성애 성소수자, 마지막으로 비성소수자가 뒤를 잇는다.
남성과 성관계를 하는 남성(MSM)은 일반 남성 인구보다 우울증 비율이 더 높다. MSM의 우울증 인지율은 42.7%인 반면, 일반 남성은 7.4%이다. MSM 집단 내 높은 우울증 비율은 부분적으로 “동성애에 대한 사회적 적대감, 낙인, 차별”에 기인한다. ‘커밍아웃’은 MSM의 스트레스, 자살 생각 및 시도, 우울증에 부정적인 영향을 미쳤으며, 커밍아웃 시 사회적 지지의 부족으로 인해 더욱 악화되었다. 비자발적 커밍아웃(아웃팅)을 경험한 MSM은 스트레스, 우울증, 자살 생각 위험이 증가했다.
마찬가지로, 성소수자 청소년(SMY)도 ‘커밍아웃’과 가족, 친구, 급우들로부터의 배제로 인한 심리적 스트레스에 반응하여 우울증 비율이 더 높다. 이로 인해 성소수자 청소년은 “다른 학생 집단에 비해 낮은 사회적·심리적 자존감과 높은 우울증 수준”을 보이는 경향이 있다.

### 자살
대한민국에서 LGBTQI 사람들은 자살 위험이 더 높다. 소속감을 느끼지 못하는 인식은 LGBTQI 공동체 내 자살 위험 증가에 기여하는 요인이다. 한국사회통합조사에 따르면, 대한민국 인구의 절반 이하가 동성애자와 어떤 형태로든 교류하기를 원하지 않는다고 표현하였다. 차별과 괴롭힘에 대한 높은 노출도 LGBTQI 개인의 자살 위험을 높인다. 국가인권위원회 보고에 따르면, “LGBTQI 사람들의 92%가 증오범죄의 대상이 될 것을 걱정하였다.”
성소수자 청소년의 자살 시도율은 20%에서 40%에 이르며, 이는 비성소수자 청소년보다 5~6배 높다. 한국 게이 인권단체 친구사이가 2014년에 실시한 사회적 욕구 조사에 따르면, 18세 이하 LGBTQI 청소년 중 45.7%가 자살을 시도했고, 53.3%가 자해를 시도한 것으로 나타났다. LGBTQI 청소년 참가자들은 학교에서 차별과 괴롭힘을 경험했고, 그 결과 결석, 학교 중퇴, 전학을 한 경우가 많았다. 80.0%는 교사로부터 증오 발언을, 92.0%는 다른 학생들로부터 증오 발언을 경험하였다. 일부 LGBTQI 학생들은 교사와 학생들에게 학교 활동을 포기하도록 강요받았다고 보고하였다.
또 다른 연구에서는 “게이 남성은 이성애자 남성보다 자살 시도 가능성이 14배 높았고, 레즈비언의 18%는 과거에 자살을 시도한 경험이 있다”라고 밝혔으며, 이는 그들이 직면한 차별과 억압과 밀접한 관련이 있다.

### 자살 생각
자살 생각의 중요한 지표 중 하나는 자신이 타인에게 부담이 된다고 인식하는 것이다. 연구들은 자신이 부담이 된다고 느끼는 인식이 다른 관련 요인들과 무관하게 자살 생각으로 이어질 수 있음을 시사한다. LGBTQI가 느끼는 부담감은 한국의 집단주의적 태도와 강한 유교적 가치관의 영향을 크게 받는데, 이는 이성애 결혼과 자녀 출산을 좋은 시민의 모습으로 장려한다. 한국 사회의 “성적 지향 차이에 대한 낮은 관용”은 가족과 국가에 대한 부담감으로 이어진다. 가족에게 커밍아웃하는 문제는 자살 생각의 강력한 예측 요인이 될 수 있다.
이 외에도 Yi 등 연구자들이 수행한 “한국의 레즈비언, 게이, 양성애자 성인과 일반 인구 간 건강 격차: 무지개 연결 프로젝트 I” 연구에 따르면, 한국의 레즈비언, 게이, 양성애자 성인의 자살 생각 비율이 일반 인구보다 높았다. 레즈비언의 자살 생각 유병률은 일반 인구보다 6.25배 높았고, 양성애자 남성의 자살 생각은 10.93배 높아, 자살이 한국의 주요 사망 원인임을 고려할 때 매우 심각한 문제임을 보여준다.

### 건강 위험 행동
한국 중고 청소년을 대상으로 한 전국 조사 분석에서 이성애 청소년과 게이 및 레즈비언 청소년 간의 건강 위험 행동을 비교한 결과, 게이 및 레즈비언 청소년에서 물질 및 음주 사용, 흡연, 비정상적 체중 감소가 더 흔하게 나타났다. 이 연구는 이러한 건강 위험 행동이 "사회 내 성적 소수자에 대한 낙인과 편견, 그리고 소외감으로 인한 심리적 고통"에 기인한다고 설명한다. 예를 들어, 흡연의 경우 게이 청소년은 이성애 청소년보다 3배, 레즈비언 청소년은 6배 더 높았다.
마찬가지로 김 등 연구에서는 게이, 레즈비언, 양성애자 청소년이 이성애 청소년에 비해 성적으로 위험한 행동을 할 경향이 있음을 발견했다. 여기에는 음주 후 성관계를 가질 가능성이 높아지는 것이 포함되며, 이는 양성애자 청소년에서 가장 높게 나타났고, 그 다음이 게이와 레즈비언 청소년이었다. 분석 결과 게이 및 레즈비언 청소년은 콘돔 사용률이 더 높았으며, 성병 경험도 더 많았다.

### HIV/AIDS
대한민국에는 약 13,000명의 HIV/AIDS 감염자가 있으며, 그 중 상당수가 LGBTQI 개인이다. (Kaleidoscope Human Rights Foundation, DLA Piper International 지원, 2015) 한국에서는 HIV/AIDS에 대한 낙인과 잘못된 정보가 계속 존재하는데, 2017년 대선 후보 홍준표가 “동성애 때문에 한국에 AIDS 환자가 1만4천 명 이상”이라고 발언한 사례가 이를 보여준다. 한국 내 잘못된 HIV/AIDS 인식 중 하나는 HIV/AIDS가 접촉을 통해 전염되는 전염병이라는 것이다. 이러한 오해와 낙인은 HIV/AIDS 감염자들이 겪는 배제와 차별을 심화시킨다. 예를 들어, 조사 결과 사람들은 HIV/AIDS 감염자를 이웃으로 받아들이거나, 같은 테이블을 쓰거나, 자녀를 같은 학교에 보내거나, 가족을 돌보는 것을 거부하는 것으로 나타났다. 낙인과 차별은 사람들이 자발적으로 HIV 검사를 받기를 꺼리게 하여 감염 확산 위험을 높인다. 또한 HIV/AIDS에 대한 낙인은 감염자들의 높은 자살률에도 영향을 미친다. 국가인권위원회에 따르면 HIV/AIDS 감염자의 자살률은 일반인보다 10배 높다.
한국 내 HIV/AIDS를 앓고 있는 LGBTQI 개인들의 경험에 대한 연구는 자원 부족과 정부 지원의 미비로 인해 제한적이다. 예를 들어, 『2016-2017년 한국 HIV 감염자 낙인 지수(The People Living with HIV Stigma Index In South Korea)』는 한국 내 HIV/AIDS 감염자 인구의 약 1%만을 대상으로 한다. 이 지수는 동성애자 및 남성과 성관계를 하는 남성(MSM)의 HIV 경험은 비교적 잘 반영하고 있으나, 여성 및 트랜스젠더 인구에 대해서는 충분히 대표되지 못하고 있다. 조사 참가자들은 자신의 HIV 상태로 인해 높은 수준의 자기비난, 죄책감, 낮은 자존감을 경험했으며, 응답자의 36.5%가 자살 생각을 한 적이 있다고 보고했다.
한국에서는 HIV/AIDS에 대한 연구와 데이터가 부족한 편이다. 그러나 유엔(UN)에 따르면, 일반 인구에 비해 남성과 성관계를 하는 남성(MSM)은 HIV에 감염될 가능성이 24배 높으며, 트랜스젠더는 일반 성인에 비해 HIV 감염 위험이 18배 높다고 한다. 세계보건기구(WHO)도 MSM과 트랜스젠더가 보호되지 않은 항문 성교 시 성적 전염 위험이 더 높다고 보고했다.

## 전환치료
한국 내 LGBTQI 커뮤니티를 대상으로 한 성적 지향이나 성 정체성 변화를 목적으로 한 전환 치료(conversion therapy)는 국제 인권을 준수하겠다는 대한민국의 약속에도 불구하고 여전히 시행되고 있다. 유엔과 같은 국제 기구들은 전환 치료의 중단을 촉구해 왔으며, 이 치료는 인권을 침해한다고 지적한다. 전환 치료는 의학적으로 효과가 없으며, 다수의 연구에서 LGBTI 개인의 정신 건강에 부정적인 영향을 미칠 가능성이 있음이 입증되었다.
한국에서 전환 치료가 계속 사용되는 사례 중 하나는, 한 청소년이 레즈비언임을 어머니에게 고백한 상담 과정에서 Youth Hotline 1388의 상담사가 성소수자로 살기 전에 전환 치료를 받을 것을 권유한 경우이다. 이 사건은 LGBTQI 청소년 위기 지원 센터인 띵동(Dding Dong)과 같은 LGBTQI 단체들의 주목을 받았으며, 이들은 Youth Hotline 1388이 여성가족부와 한국청소년상담복지개발원 산하에 있다는 점을 문제 삼아 비판했다. Youth Hotline 1388은 또한 부모용 안내서인 『성에 관한 쉬운 안내서(Easy Guide on Sex)』에서 동성애를 문제로 표현하며 “청소년기에 일시적으로 경험할 수 있는 성향”이라고 서술했다. 2015년 유엔 인권위원회는 한국 정부에 “소위 ‘전환 치료’의 확산을 규탄하는 공식 성명 발표”를 촉구한 바 있다.
전환 치료 근절 네트워크가 실시한 조사에 따르면, 상담 경험 중 자신의 성적 지향과 성 정체성을 밝힌 참가자 중 17.6%가 전환 치료를 경험했으며, 21.2%는 동성애가 치료 가능하다는 말을 들은 것으로 나타났다. 전환 치료는 주로 가족, 친구, 지인에 의해 권유되었고, 대부분 상담 전문가, 종교인, 정신과 의사, 그리고 경우에 따라 상담 및 의료 전문가를 통해 강제로 받았다. 전환 치료를 받은 참가자의 65%는 전환 치료가 심리적 피해, 자존감 파괴, 의사소통 단절, ‘아웃팅’ 등의 부정적 영향을 삶에 끼쳤다고 보고했다.
전환 치료에 대한 풀뿌리 및 국제적 반대에도 불구하고, 일부 종교 단체들은 “비동성애화(dehomosexualization)”가 인권이라고 주장하며 성적 지향에는 치료가 있다고 옹호하고 있다. 한국 정부와 보건복지부는 아직 명확한 입장을 표명하지 않았다. 그럼에도 불구하고 전환 치료 관련 행사는 국회와 같은 정부 청사에서 계속 개최되고 있다.

## 성교육
한국은 유엔 아동권리위원회(UN Committee on the Rights of the Child)로부터 HIV/AIDS 감염 증가와 성별 및 성적 지향에 따른 차별을 예방하기 위해 “임신, HIV/AIDS, 성적 지향, 젠더 정체성”을 포함하는 성교육 커리큘럼을 도입하라는 국제적 압력을 받았다. 그러나 보수적이고 이성애 중심적인 한국 사회의 기준은 LGBTQI 커뮤니티를 위한 성교육 확립에 큰 도전이 되고 있으며, 이는 교육부의 행보에서 잘 드러난다. 국가가 모든 이에게 성 및 생식 건강 교육을 제공할 것을 요구함에도 불구하고, 「학교 성교육 표준 전국 지침」은 여전히 LGBTQI 경험이나 동성애에 대한 언급을 배제하고 금지하고 있다. 이 지침에는 “성별 이분법을 강화하는 차별적인 언어와 기준”이 포함되어 있다. 교육부는 또한 LGBTQI 인권 주제를 포함한 교사 성교육 연수를 성교육 표준과 맞지 않는다며 취소하기도 했다. 더불어 정부와 제도적 지원이 부족해 한국의 성교육 강사들은 “학생들에게 LGBT 문제를 다루려 할 때 징계나 학부모 반발을 우려”하는 상황이다. 이처럼 보수적 규제와 성교육 정책 통제로 인해 청소년들은 정규 교육 외에서 성교육을 찾게 되는데, 이는 포르노그래피 등의 비공식 경로를 통한 교육으로 이어지며, 결과적으로 콘돔 사용 미비나 중간 빼기 등 안전하지 않은 성관계로 이어질 위험이 높다. LGBTQI 포괄적 성교육 커리큘럼 도입은 성병(STI) 및 HIV/AIDS 전파 예방에 중요한 역할을 할 수 있다.

## 건강보험 혜택
2022년 1월, 한국의 한 동성 커플이 하급 법원에서 배우자가 “반대 성별이 아니”라는 이유로 건강보험 혜택을 거부당했다. 해당 판결은 상급 법원에 항소될 가능성이 있다.
2023년 2월, 서울고등법원은 국가 건강보험공단이 동성 커플에게 배우자 보험 혜택을 제공해야 한다고 판결했다. 이에 국민건강보험공단(NHIS)은 대법원에 상고하겠다고 밝혔다.

## 관련기관
- 딩동
- 친구사이
- 한국 레즈비언 상담센터
- 한국성소수자문화권익센터

## 같이 보기
- 대한민국의 성소수자 권리
- 한국 청소년 성소수자의 자살 충동(영어판)
- 아시아의 LGBT 권리(영어판)
- 한국의 의료 서비스
- 한국의 정신 건강

## 참고문헌
1. 1 2 3 4 5 6 7  Yi, Horim; Lee, Hyemin; Park, Jooyoung; Choi, Bokyoung; Kim, Seung-Sup (2017년 10월 19일). “Health disparities between lesbian, gay, and bisexual adults and the general population in South Korea: Rainbow Connection Project I”. 《Epidemiology and Health》 (영어) 39판. doi:10.4178/epih.e2017046. ISSN 2092-7193. PMC 5790982. PMID 29056030.
2. ↑  Youn, Gahyun (2018년 1월 2일). “Attitudinal Changes Toward Homosexuality During the Past Two Decades (1994–2014) in Korea”. 《Journal of Homosexuality》 (영어) 65 (1): 100–116. doi:10.1080/00918369.2017.1310512. ISSN 0091-8369. PMID 28332928.
3. 1 2 3  Cho, Byonghee; Sohn, Aeree (2016년 10월 1일). “How do Sexual Identity, and Coming Out Affect Stress, Depression, and Suicidal Ideation and Attempts Among Men Who Have Sex With Men in South Korea?”. 《Osong Public Health and Research Perspectives》 (영어) 7 (5): 281–288. doi:10.1016/j.phrp.2016.09.001. ISSN 2210-9099. PMC 5079205. PMID 27812485.
4. 1 2 3  World Health Organization (2016). FAQ on Health and Sexual Diversity An Introduction to Key Concepts. Gender, Equity & Human Rights (GER). World Health Organization.
5. 1 2 3 4  Lee, Hyemin; Park, Jooyoung; Choi, Bokyoung; Yi, Horim; Kim, Seung-Sup (2018년 2월 27일). “Experiences of and barriers to transition-related healthcare among Korean transgender adults: focus on gender identity disorder diagnosis, hormone therapy, and sex reassignment surgery”. 《Epidemiology and Health》 (영어) 40. doi:10.4178/epih.e2018005. ISSN 2092-7193. PMC 6060334. PMID 29514430.
6. ↑  “Kangdong Sacred Heart Hospital”. 《www.kdh.or.kr》 (영어). 2022년 5월 27일에 확인함.
7. 1 2 3  Na, T. Y. J., Han, J. H. J., & Koo, S. W. (2014). The South Korean gender system: LGBTI in the contexts of family, legal identity, and the military. Journal of Korean Studies, 19(2), 357-377.
8. ↑  Byrne, J. (2014). License to Be Yourself: Law and Advocacy for Legal Gender Recognition of Trans People. Open Society Foundations.
9. ↑  Kim, J., Kim, H., & Ryu, M. (2018). Human Rights Situation of LGBTI in South Korea 2017. Seoul, South Korea: SOGILAW.
10. ↑  “Introduction”. 《chingusai.net》. 2020년 6월 21일.
11. ↑  “Chingusai starts "마음연결" (Heart Connection)”. 《Time Out Seoul》 (영어). 2020년 6월 21일.
12. 1 2 3  “'She said I don't need a son like you'” (영국 영어). BBC News. 2019년 9월 20일. 2020년 6월 21일에 확인함.
13. 1 2 3  “Introduction”. 《www.ddingdong.kr》. 2020년 6월 21일에 확인함.
14. ↑  “상담소 소개”. 《한국레즈비언상담소》. 2020년 6월 21일에 확인함.
15. 1 2 3 4 5 6 7 8  Will (2018년 2월 17일). “Government policies fuel South Korea's HIV epidemic”. 《East Asia Forum》 (영어). 2020년 6월 21일에 확인함.
16. 1 2 3 4 5 6 7 8 9  Cho, B. (2008). HIV/AIDS policy in South Korea. International Studies in Education, 9, 37-39.
17. 1 2 3 4  “Unknown Lives: Initial Findings From The People Living with HIV Stigma Index In South Korea 2016-2017” (PDF). 《Stigma Index》 (영어).
18. 1 2 3 4 5 6  Rainbow Action Against Sexual Minority Discrimination (2017). Human Rights Violations on the Basis of Sexual Orientation, Gender Identity, and HIV Status in the Republic of Korea. Office of the High Commissioner (OHCHR). United Nations.
19. 1 2 3 4  “AIDS patients with no place to receive care”. 《The Korea Times》 (영어). 2014년 7월 2일. 2020년 6월 21일에 확인함.
20. ↑  “아이샵”. 《ishap.org》. 2020년 6월 21일에 확인함.
21. ↑  Yun, J. (2017). Globalizing Seoul: The City's Cultural and Urban Change. Taylor & Francis.
22. 1 2 3 4  Kwak, Y. & Kim, J.S. (2017). Associations between Korean adolescents’ sexual orientation and suicidal ideation, plans, attempts, and medically serious attempts. Iranian journal of public health, 46(4), 475.
23. 1 2 3 4 5  Kwak, Y. & Kim, J.S. (2017). Associations between Korean adolescents’ sexual orientation and suicidal ideation, plans, attempts, and medically serious attempts. Iranian journal of public health, 46(4), 475.
24. 1 2  Lee, D. Y., Kim, S. H., Woo, S. Y., Yoon, B. K., & Choi, D. (2016). Associations of health-risk behaviors and health cognition with sexual orientation among adolescents in school: analysis of pooled data from Korean nationwide survey from 2008 to 2012. Medicine, 95(21).
25. 1 2 3 4 5 6 7  “Submission by Human Rights Watch to the Committee on the Rights of the Child on South Korea”. 《Human Rights Watch》 (영어). 2018년 12월 18일. https://www.hrw.org/news/2018/12/18/submission-human-rights-watch-committee-rights-child-south-korea에 확인함.
26. 1 2 3 4 5  “Annual Review 2016: Human Rights Situation of LGBTI in South Korea”. 《Sexual Orientation Gender Identity (SOGI) Law》 (영어). 2022년 10월 4일에 원본 문서에서 보존된 문서. 2025년 6월 23일에 확인함.
27. 1 2  “UN Body Urges South Korea to Improve Sexuality Education”. 《Human Rights Watch》 (영어). 2019년 10월 16일. 2020년 6월 21일에 확인함.
28. ↑  “South Korean Gay couple denied health care benefits in court” (영어). 2022년 1월 8일.
29. ↑  “Korean court dismisses gay couple's lawsuit for equal health care benefits” (영어).
30. ↑  “South Korean court recognises legal status of same-sex couples for first time”. 《The Guardian》 (영어). 2023년 7월 13일에 확인함.
31. ↑  “South Korea Court Recognizes Equal Benefits for Same-Sex Couple”. 《Human Rights Watch》 (영어). 2023년 7월 13일.